# Валени (Горж)
Валени (рум. Văleni) насеље је у Румунији у округу Горж у општини Плопшору. Oпштина се налази на надморској висини од 140 m.

## Становништво
Према подацима из 2002. године у насељу је живело 1099 становника, од којих су сви румунске националности.